# Varbygel

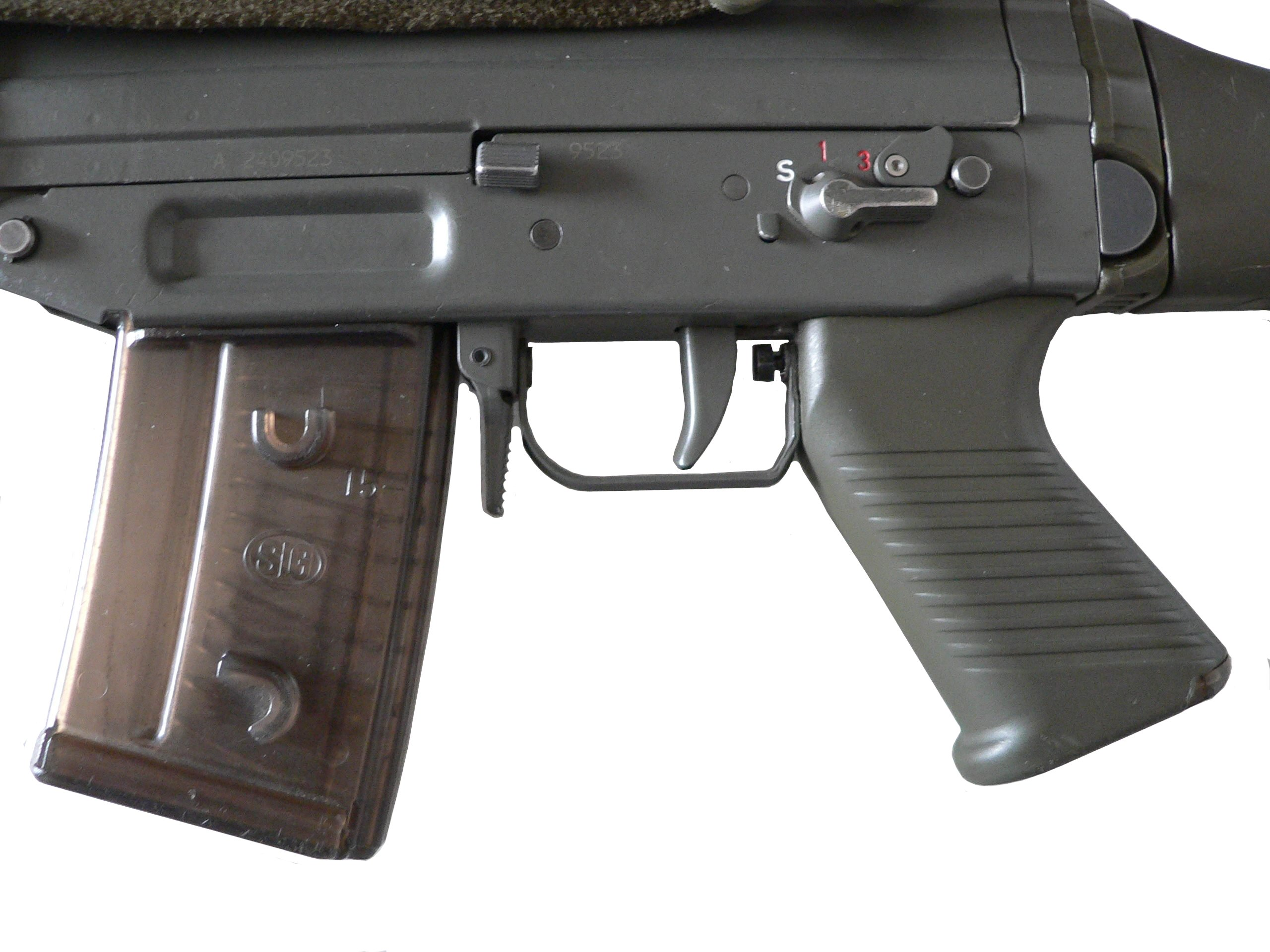
Varbygel hos automatkarbinen SG 550.

En varbygel är en halvcirkelformad konstruktion och vapendetalj hos handeldvapen som är belägen under avtryckaren vid antingen kolvhalsen eller pistolgreppet. Varbygelns uppgift är att skydda vapnets avtryckare från ofrivillig avfyrning. Varbygeln är oftast tillverkad i något hårt material såsom stål eller plast. När ett eldvapen saknar varbygel beror det oftast på att vapnet är ämnat att kunna avfyras även om man har tjocka handskar eller dylikt på sig. Ibland ser man även den engelska benämningen trigger guard i svensk text.